# The Torch Bearer
The Torch Bearer er en amerikansk stumfilm fra 1916 af Jack Prescott og William Russell.

## Medvirkende
- William Russell som John Huntley-Knox Sr. / John Huntley-Knox Jr.
- Charlotte Burton som Janet Dare
- Marie Van Tassell som Mrs. Huntley-Knox
- Harry Keenan som William Wendell
- Allan Forrest.